# 1月23日
1月23日是阳历（平年）年的第23天，离一年的结束还有342天（閏年是343天）。

## 大事记

### 20世紀以前

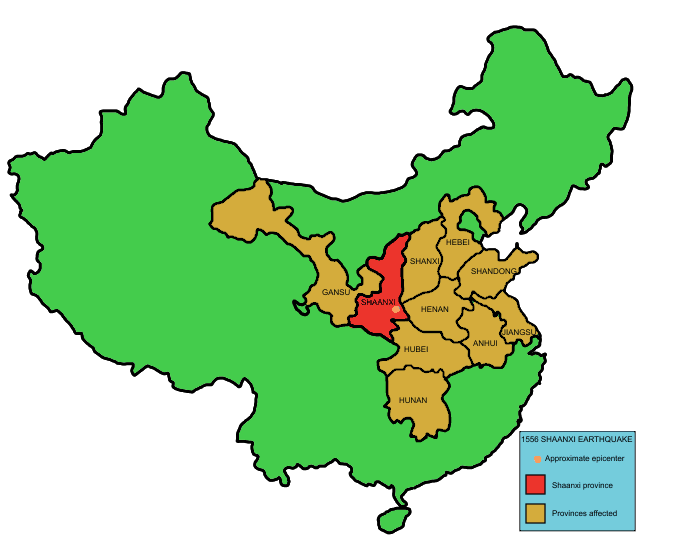
1556年：嘉靖大地震，人类历史上死亡人数最多的一次地震

- 393年：罗马皇帝狄奥多西一世宣布自己9岁的儿子弗拉维乌斯·奥古斯都·霍诺留为罗马帝国的共治者。
- 684年：唐中宗第一次即位。
- 1368年：明朝開國皇帝朱元璋在應天府登基即位，其後北伐推翻元朝在漢區的統治。
- 1556年：中国陕西布政司发生史上死亡人数最多的强烈地震，造成约83万人死亡。
- 1571年：伊麗莎白一世在倫敦開設了皇家交易所，並賜予其皇家稱號。
- 1576年：天主教澳門教區成立。
- 1719年：神圣罗马帝国皇帝查理六世宣布将瓦都兹和施伦贝格合并成为列支敦斯登侯国。
- 1789年：若望·卡羅爾主教購買了一塊土地，後來成為美國最古老的天主教大學——喬治城大學。
- 1899年：菲律賓將領弗朗西斯科·馬卡布洛斯頒布《馬洛洛斯憲法》，建立菲律賓第一共和國。

### 20世紀
- 1940年：中国抗日战争：汪精卫决定建立南京中华民国政府。
- 1942年：第二次世界大战：大日本帝國陸軍於紐幾內亞領地的新不列顛島登陸，並迅速擊敗駐守當地的澳洲軍隊。
- 1943年：第二次世界大战：英国第八军攻占的黎波里。
- 1945年：德國海軍元帥卡爾·鄧尼茨下令東普魯士、波蘭走廊、庫爾蘭等地的德國軍民撤往西方，此後15周內撤離超過100萬人。
- 1954年：朝鲜战争：联合国军将在朝鲜战争中俘获的14,715名中国人民志愿军战俘遣送至台湾。
- 1954年：台湾執政黨中國國民黨取締印順法師著作佛法概論的公文送至台湾各地，被指為「為匪宣傳」。
- 1957年：美國發明家沃爾特·弗雷德里克·莫里森（英语：Walter Frederick Morrison）將其「飛盤」的版權賣給Wham-O玩具公司，後者後來將其改名為「福瑞斯比」。
- 1958年：委內瑞拉發生政變，獨裁者馬科斯·佩雷斯·希門內斯被推翻。
- 1960年：潛水艇的里雅斯特號抵達馬里亞納海溝的挑戰者深淵，創下當時世界最深下潛紀錄。
- 1964年：印尼和马来西亚同意停止边界战争。
- 1968年：美国普韋布洛號通用環境研究艦在朝鲜元山附近的日本海海域进行情报蒐集时，被朝鲜军队扣押。
- 1973年：美国总统理查德·尼克松宣布与越南共和国达成停战协议。

### 21世紀
- 2001年：中国北京天安门发生法轮功学员自焚事件。
- 2003年：NASA發射的太空飛行器先鋒10號距離地球122.3億公里處與地球失去聯絡。
- 2005年：維克托·尤先科宣誓就職烏克蘭總統。
- 2015年：沙烏地阿拉伯國王阿卜杜拉逝世，王儲萨勒曼繼位成為新一任國王。
- 2019年：委内瑞拉全国代表大会议长胡安·瓜伊多自行宣誓为临时总统，与掌握实权的尼古拉斯·马杜罗争夺权力，政治危机由此爆发。
- 2020年：受严重特殊传染性肺炎疫情影响，中华人民共和国武汉市正式封城，全市公共运输暂停运营，机场、火车站关闭，是人类历史上首次有1000万人口大城市因防疫需要被封锁。香港前一天出現首兩宗COVID-19高度懷疑病例，正式確診[1]。
- 2021年：香港新型冠狀病毒肺炎（-19）累計個案突破一萬宗。

## 出生
- 599年：唐太宗李世民，唐朝皇帝[註 1]（649年逝世）
- 1340年：元昭宗爱猷识理答腊，北元皇帝（1378年逝世）
- 1514年：海瑞，明朝政治人物（1587年逝世）
- 1688年：烏爾麗卡·埃莉諾拉，瑞典女王（1741年逝世）
- 1734年：沃爾夫岡·馮·肯佩倫，奧地利作家、發明家（1804年逝世）
- 1737年：約翰·漢考克，美國商人、革命家、政治家，美國開國元老之一（1793年逝世）
- 1783年：司汤达，法国作家（1842年逝世）
- 1790年：約翰·雅各布·赫克爾，奧地利動物標本剝製師、動物學家、魚類學家（1857年逝世）
- 1828年：西鄉隆盛，日本政治家（1877年逝世）
- 1832年：愛德華·馬奈，法國畫家（1883年逝世）
- 1855年：約翰·白朗寧，美國輕武器設計家（1926年逝世）
- 1862年：大卫·希尔伯特，德國數學家（1943年逝世）
- 1870年：韋廉姆·G·摩根，美國教育家，排球發明者（1942年逝世）
- 1872年：朗之万，法国物理学家（1946年逝世）
- 1883年：尾辻國吉，日本建築師（卒年不詳）
- 1893年：谢尔盖·爱森斯坦，苏联電影導演（1948年逝世）
- 1897年：苏巴斯·钱德拉·鲍斯，印度律師、政治人物（1945年逝世）
- 1899年：恩斯特·托門，瑞士體育行政人員、管理者（1967年逝世）
- 1899年：湯姆·丹寧，英國退伍軍人、法學家、法官、大律師（1999年逝世）
- 1907年：湯川秀樹，日本物理學家（1981年逝世）
- 1911年：廣安美代子，日本超級人瑞（2025年逝世）
- 1918年：格特魯德·B·埃利恩，美國生物化學家、藥理學家，1988年諾貝爾生理學或醫學獎得主（1999年逝世）
- 1921年：切斯特·內茲，美國海軍陸戰隊退伍軍人（2014年逝世）
- 1928年：褚時健，中國企業家（2019年逝世）
- 1929年：約翰·查爾斯·波拉尼，匈牙利裔加拿大化學家，1986年諾貝爾化學獎得主
- 1930年：德里克·沃爾科特，聖盧西亞詩人（2017年逝世）
- 1933年：奇塔·里韋拉，美國女演員、歌手、舞者（2024年逝世）
- 1935年：羅德丞，香港政治人物（2006年逝世）
- 1936年：愛德華·C·斯通，美國航天科學家（2024年逝世）
- 1938年：巨人馬場，日本職業摔角手（1999年逝世）
- 1942年：彭薩勒瑪·奧其爾巴特，蒙古政治人物，首任蒙古總統（2025年逝世）
- 1947年：林郁夫，日本前外科醫師，奥姆真理教干部
- 1947年：梅嘉娃蒂·蘇卡諾普特麗，印尼政治人物，第5任印尼總統
- 1950年：李察·狄恩·安德森，美國電視演員
- 1951年：許添財，臺灣政治人物，前任臺南市市長
- 1951年：單慧珠，香港導演、電視製作人
- 1951年：斯坦利·E·惠特科姆，美國物理學家
- 1954年：小日向文世，日本演員
- 1957年：，摩納哥公主，漢諾威王妃
- 1958年：恬妞，台灣女演員
- 1961年：殷正洋，台灣歌手
- 1962年：新井一二三，日本女作家
- 1962年：理查·羅森堡，澳洲男演員
- 1964年：趙明哲，臺灣男性配音員（2005年逝世）
- 1967年：瑪格達萊娜·安德松，瑞典政治人物，第34任瑞典首相
- 1967年：罗伯特·戈洛布，斯洛維尼亞商人、政治人物，現任斯洛維尼亞總理
- 1968年：丰田亨，奥姆真理教干部（2018年逝世）
- 1968年：汪建民，臺灣男藝人（2024年逝世）
- 1968年：高戶靖廣，日本男性聲優
- 1968年：葉加瀨太郎，日本小提琴家
- 1969年：安德烈·坎切尔斯基，俄罗斯足球运动员
- 1972年：楊崢，香港模特兒
- 1972年：艾文·布萊納，英國男演員
- 1973年：S·克雷格·札勒，美國小說家、編劇、導演、攝影指導、音樂家
- 1974年：漆原友紀，日本漫畫家
- 1977年：彼得·孫，美國動畫師、電影導演、分鏡師、配音員
- 1976年：李心潔，馬來西亞女歌手
- 1976年：室剛，日本男演員
- 1977年：彼得·孫，美國動畫師、電影導演、分鏡師、配音員
- 1978年：陳睿，中國企業家
- 1980年：黃雨欣，台灣演員
- 1980年：夏目奈奈，日本AV女優
- 1981年：張景淳，香港演員
- 1981年：龚睿那，中國羽毛球運動員
- 1981年：王友良，香港歌手
- 1982年：韋宗成，台灣漫畫家
- 1984年：阿揚·羅本，荷蘭足球員
- 1985年：杜魯箏·克魯斯，荷蘭超模
- 1985年：San E，韓國饒舌歌手
- 1989年：曾雅妮，台灣女子高爾夫球選手
- 1989年：黃心穎，香港女藝人
- 1990年：長谷美希，日本女性聲優
- 1992年：特林德爾·玲奈，日本模特兒、藝人
- 1992年：千菅春香，日本女性聲優
- 1993年：松永真穗，日本女性聲優
- 1994年：歐烜屹，中國男子羽球運動員
- 1994年：利路修，俄羅斯男歌手、網絡紅人、模特兒
- 1994年：喬舒亞·伊盧斯特雷，關島男子田徑運動員
- 1995年：王霜，中國足球員
- 1995年：李瑜瑛，韓國女子偶像團體Hello Venus成員
- 1995年：Wyatt，韓國男子偶像團體ONF成員
- 1995年：肖宇梁，中國男演員
- 1995年：蔡佩軒，台灣女歌手
- 1997年：喬治·拉蘇洛，英格蘭職業足球員
- 1998年：XXXTentacion，美國男性饒舌歌手（2018年逝世）
- 1998年：坂田將吾，日本男性聲優
- 1998年：Yuto，韓國男子偶像團體PENTAGON成員
- 1999年：永瀨廉，日本傑尼斯事務所男子偶像團體King & Prince成員
- 2001年：曾傲棐，香港男歌手
- 2002年：王冠閎，臺灣男子游泳運動員
- 2002年：璦莎，韓國女子偶像團體STAYC成員

## 逝世
- 1002年：鄂圖三世，神聖羅馬皇帝（980年出生）
- 1516年：斐迪南二世，亞拉岡國王（1452年出生）
- 1556年：嘉靖大地震遇难者830,000人，包括：
  - 馬理，明朝政治人物，官至南京光祿寺卿（1474年出生）
  - 韓邦奇，明朝政治人物，官至兵部尚書（1479年出生）
  - 王維楨，明朝政治人物，官至南京國子監祭酒（1507年出生）
  - 賀承光，明朝政治人物（生年不詳）
  - 王尚禮，明朝政治人物（生年不詳）
  - 白大用，明朝政治人物（生年不詳）
  - 楊九澤，明朝政治人物（生年不詳）
- 1567年：明世宗朱厚熜，明朝皇帝（1507年出生）
- 1620年：直江兼續，日本戰國時代、安土桃山時代及江戶時代武將（1560年出生）
- 1805年：克勞德·查普，法國發明家、技術員、工程師（1763年出生）
- 1806年：小威廉·皮特，英國政治人物，曾任英國首相（1759年出生）
- 1837年：約翰·菲爾德，愛爾蘭鋼琴家、作曲家（1782年出生）
- 1889年：亞歷山大·卡巴內爾，法國畫家（1823年出生）
- 1914年：喬治·W·約翰遜，美國男歌手、聲音錄製先驅藝人，首位非裔美國留聲機錄唱明星（1846年出生）
- 1944年：愛德華·孟克，挪威表現主义晝家（1863年出生）
- 1947年：皮爾·波納爾，法國畫家、版畫家（1867年出生）
- 1956年：丹尼爾·施華洛世奇，奧地利玻璃切割工、珠寶商、企業家，施華洛世奇創辦人（1862年出生）
- 1959年：周壽臣，香港首名華人行政局議員（1861年出生）
- 1968年：海因里希·沃格特，德國天文學家（1890年出生）
- 1974年：郭柏川，知名畫家（1901年出生）
- 1976年：保罗·罗伯逊，美国黑人歌唱家（1898年出生）
- 1989年：萨尔瓦多·达利，西班牙超現實主義畫家（1904年出生）
- 1991年：陸謙受，中國建築師（1904年出生）
- 2003年：羅劍郎，香港演员（1921年出生）
- 2012年：郭雪湖，台灣畫家（1908年出生）
- 2015年：阿卜杜拉·本·阿卜杜勒-阿齐兹·阿勒沙特，沙烏地阿拉伯國王（1924年出生）
- 2017年：李君夏，前皇家香港警務處處長，第一位華人處長（1937年出生）
- 2017年：辜成允，台湾企业家、前海峽交流基金會董事長辜振甫之次子（1954年出生）
- 2018年：尼卡諾·帕拉，智利物理學家、詩人（1914年出生）
- 2019年：林清玄，台湾作家（1953年出生）
- 2019年：馮偉衷，新加坡演員（1990年出生）
- 2021年：賴瑞·金，美國電視、電台節目主持人（1933年出生）
- 2022年：安東尼婭·達·聖克魯斯，巴西超級人瑞（1905年出生）
- 2023年：胡光鎮，中國電子工程及通信技術專家（1927年出生）
- 2023年：巴克里希納·多西，印度建築師（1927年出生）
- 2023年：阿爾瓦羅·科洛姆，哥倫比亞政治人物，第47任哥倫比亞總統（1951年出生）
- 2023年：權甲龍，韓國職業圍棋棋手（1957年出生）

## 節假日和習俗
- 中華民國、 ：世界自由日
- 皮特凯恩群岛：賞金日（英语：Bounty Day）